# Варианты шахмат

Варианты шахмат — настольные игры, связанные с классическими шахматами, основанные на них или вдохновлённые ими.

## Японские шахматы
- Добуцу сёги, или «Поймай льва» (3 × 4) — распространённая версия для детей
- Минисёги (5 × 5)
- Киото сёги (5 × 5)
- Сёги (9 × 9) — классический вариант, самый широко распространённый
- Тю сёги (12 × 12) — относительно распространённая версия

## Шахматы Юго-Восточной Азии
- Китайские шахматы Сянци
- Сянци для троих
- Игра трёх друзей
- Шахматы семи царств
- Семедо
- Корейские шахматы Чанги
- Таиландские шахматы Макрук
- Бирманские шахматы Ситтуйин

## Исторические шахматы
- Алтайские шашки
- Бурятские шахматы (шатар)
- Великие шахматы (Great Chess)
- Византийские шахматы
- Гала
- Енохианские шахматы
- Курьерские шахматы
- Магараджа
- Русские четверные шахматы с крепостями
- Цитадель (Citadel Chess)
- Чатуранга
- Шахматы «Четыре времени года»
- Шатрандж
- Шахматы Тамерлана

## Командные шахматы
- Деловые шахматы

## Макси-шахматы (шахматы на больших досках)
- Шахматы Тамерлана
- Цитадель
- Гала (Gala)
- Великие шахматы (Great Chess)
- Омега-шахматы
- Медвежьи шахматы
- Шахматы Карреры
- Шахматы Капабланки
- Grand Chess
- Gothic Chess
- Дас-шахматы
- Курьерские шахматы
- Стоклеточные шахматы Александра Кочергина
- Шахматы на очень большой доске — вариант шахмат на доске 16х16

## Мини-шахматы
- Мини Гексагональные шахматы (Mini HexChess)
- Антиклерикальные шахматы (Лос-Аламос)
- Мини-шахматы Гарднера
- Hexapawn («шахматы 3×3», «шесть пешек»)

## Шахматы для 3—4 игроков
- Bishops
- Шведские шахматы
- Четверные шахматы:[править]  -  Четверные немецкие шахматы (или европейские четверные шахматы) играются на особой доске, которая представляет собой классическую шахматную доску с тремя дополнительными рядами по восемь клеток с каждой сторон.
  -  Русские четверные шахматы с крепостями играются на особой доске, которая представляет собой квадрат 12×12 с четырьмя дополнительными «крепостями» в углах, имели популярность в России в XVIII—XIX веках.
  -  Форчесс играются на стандартной доске, разработаны американским инженером в 1975 году.
  -  Quatrochess[англ.]  играются на доске 14×14 с вырезанным средним квадратом 2×2, изобретены в 1986 году.
- Шахматы для троих
- Шахматы на круглых досках (круговые шахматы)

## Шахматы на неквадратных досках

### Гексагональные шахматы
- Гексагональные шахматы Глинского
- Гексагональные шахматы Шафрана
- Гексагональные шахматы МакКуэя
- Гексофен
- Мини-гексагональные шахматы (Mini HexChess)
- Трёхсторонние шахматы на шестиугольной доске, составленной из четырёхугольников.

### Трёхмерные шахматы
- Raumschach[англ.] (5 x 5 x 5)
- Millennium 3D chess[англ.] (8 x 8 x 3)
- Трёхмерные шахматы из «Звёздного пути»[англ.] (из сериала «Звёздный путь», с несколькими досками разных размеров в разных плоскостях)

### Другие варианты
- Цилиндрические шахматы
- Intellector — шахматы на прямоугольной доске, составленной из шестиугольников.
- Двойные двухходовые шахматы

## Шахматы с необычными правилами

### Шахматы — игра вслепую
- Шахматы втёмную (игрок не видит фигур соперника)
- Кригшпиль
- Шахматы не глядя на доску (игрок совсем не смотрит на доску)

### С другой начальной расстановкой
- Шахматные игры, придуманные Льюисом Кэрроллом, его подражателями
- Боевые шахматы
- Кингчесс
- Шахматы-960 (шахматы Фишера)
- Шахматы-5039 (Вольные шахматы)
- Девять коней

### С дополнительными фигурами
- Тактические шахматы (Tactical Chess)
- Шашматы
- Шахматы Сейравана
- Шахматы с кротом
- Белорусские шашки
- Ледниковые шахматы

### С другим количеством стандартных фигур
- Битва коней (англ. Knights battle) — расстановка фигур и игровая доска такие же, как в обычных шахматах, но все фигуры, кроме пешек и короля, заменяются конями.
- Шахматы Дансени[англ.] — у белых вместо обычной армии четыре ряда пешек. Придуманы ранним автором фэнтези Лордом Дансени.

### Фигуры ходят по-другому
- Атомные шахматы
- Королева Амазонки (Amazone queen)
- Жертвенные шахматы — игрок может брать собственные фигуры ради выигрыша.[1]
- Суперслон (Superbishop)
- Шахматон (Shakhmaton)
- Пешечная дуэль
- Одноцветные шахматы[англ.]
- Франкфуртские шахматы
- Шахматы Мюнхгаузена
- 5D-шахматы — фигуры могут перемещаться на несколько ходов назад, создавая параллельные вселенные.
- Конго

### Многоходовые шахматы
- Марсельские шахматы
- Прогрессивные шахматы
- Бильярдные шахматы
- 5D Chess With Multiverse Time Travel — компьютерный вариант шахмат, в нём реализована механика перемещения во времени и между параллельными вселенными.
- Мерцающие шахматы. Классические шахматы являются частным случаем последовательной неприоритетной формы мерцающих шахмат. О них под названием «Последовательные шахматы» А. Ратушного есть упоминание в брошюре[2]. Термин «Мерцающие шахматы» принадлежит А. Ратушному.

### С дополнительными условиями победы
Царь Горы (англ. King of the Hill) — вариант шахмат, отличающийся дополнительным правилом: попадание короля в центр (поля e4, e5, d4, d5) также даёт победу, при этом нельзя поставить короля в центр под удар.

### Шахматные поддавки
- Шахматные поддавки

### С возвратом в игру битых фигур
- Шведские шахматы — командная игра пара на пару, разным цветом.
- Crazyhouse — вариант «шведских шахмат» для игры один на один.
- Сёги — японский национальный вариант шахмат.
- Стрекоза (шахматы без ферзей) — вариант на доске 7х7 и без ферзей.
- Цикличные шахматы

## Шахматы вымышленных миров
- Сто полей — литературный вариант инопланетных шахмат, подробно описанный в одноимённом романе Юлии Латыниной.
- Джетан — вариант из романа Эдгара Райса Берроуза «Марсианские шахматы».
- Четырёхмерные шахматы — игра, упомянутая в повести А. и Б. Стругацких «Полдень, XXII век».
- Star Trek Tri-Dimensional Chess[англ.] — трёхмерный вариант, неоднократно показанный в сериале «Звёздный путь». Наиболее известный вариант полных правил был создан фанатом сериала Эндрю Бартмессом.
- Клин Жа — также из вселенной «Звёздного пути», упоминалась в неканоничной повести «The Final Reflection[англ.]». Клингонская игра, подобная шахматам. Поля имеют треугольную форму.
- Кайвасса — популярная в мире «Песни Льда и Огня» настольная игра для двух игроков, ведётся специальными фигурами на разграфлённой в клетку доске. Кайвасса, как и шахматы, имитирует реальное сражение с разными родами войск.
- Dragonchess — вариант, придуманный Гэри Гайгэксом, основанный на мире его настольных ролевых игр Dungeons & Dragons. Имеет трёхслойную доску (слои соответствуют небу, земле и подземелью) и фигуры, отсылающие к различным существам и классам героев.
- Дежарик и голошахматы — игры на круглой доске с голографическими фигурами в виде монстров с разных планет, в которые играют в мире Звёздных Войн.
- Шмяк[англ.] — игра дварфов и троллей Плоского мира, основанная на семействе хнефатафл, разработанная автором головоломок Тревором Трураном и позже описанная Терри Пратчеттом в одноимённой книге.
- Stealth Chess[англ.] — также из Плоского мира, игра Гильдии убийц, подобная обычным шахматам, но с двумя дополнительными вертикалями, по которым двигаются убийцы.
- Регицид — популярная во вселенной «Warhammer 40,000» настольная игра для двух или четырёх игроков, ведётся специальными фигурами на разграфлённой в клетку доске. Регицид имитирует реальное сражение между Орками и Космодесантом. В отличие от шахмат, в Регициде фигуры могут не только совершать непосредственное перемещение в качестве хода, но и стрелять, или использовать специальные умения. По мотивам данной вымышленной игры была также создана реальная компьютерная игра — Warhammer 40.000: Regicide.

## Многоборье, в комбинации с другими видами спорта
- Шахбокс